# 김정모
김정모(金政模, 1985년 3월 26일 ~ )는 대한민국의 작곡가, 프로듀서이자 록 밴드 TRAX의 기타리스트이다.

## 이야깃거리
트랙스는 리더이자 보컬인 제이의 성대낭종으로 인해 활동을 중단했다. 그 동안 제이와 김정모는 "M net BAND OF BROTHERS"에 출연했다. 제이는 MBC 드라마넷 "하자 전담반 제로"에서 연기자로 활동하고, 김정모는 MBC 일요일 일요일 밤에 인기 코너 오빠밴드에서의 활약으로 "천재소년"이라고 불리며 같은 소속사 친구인 성민과 "상큼이"로 통했다. 그리고 뛰어난 악기 연주 실력과 잘생긴 얼굴에 185cm의 큰 키로 시청자들에게 주목을 받았다. 또한 그는 뛰어난 편곡 실력을 가지고 있으며, 소녀시대의 《Oh!》와 규현의 《광화문에서 (At Gwanghwamun)》를 기타로 직접 편곡했다.

## 활동 정보
음반
1. The TRAX (Single) (韓)
2. Blast (Single) (日)
3. Scorpio (Single) (韓.日)
4. Rhapsody (Single) (日)
5. Blaze Away (Single) (日)
6. 初雨 (The 1st Album) (韓)
7. Resolution (Single) (日)
8. Find The Way/ 初雨 (Cold Rain) (Single) (日)

TV/드라마/MV/라디오
1. 2006년 - 트랙스 初雨 (초우/Cold Rain) (특별출연, 탱이(강정우)의 비서 역)
2. 2007년 - KM J-Pop Wave
3. 2008년 - M Net BAND OF BROTHERS
4. 2009년 - 일요일 일요일 밤에 - 오빠밴드
5. 2010년 - KBS Cool FM 슈퍼주니어의 키스 더 라디오 코너 아빠밴드

## 작품 목록
| 음반                      | 연도   | 곡                 | 작곡 | 편곡 |
| ------------------------- | ------ | ------------------ | ---- | ---- |
| 미니 3집 "At This Moment" | 2012년 | 아직도 꿈꾸는 나를 | 단독 | 단독 |

| 음반                          | 연도   | 곡                                        | 작사 | 작곡 | 편곡 |
| ----------------------------- | ------ | ----------------------------------------- | ---- | ---- | ---- |
| 미니 1집 "가슴이 차가운 남자" | 2010년 | 가슴이 차가운 남자                        |      | 단독 | 공동 |
| 미니 1집 "가슴이 차가운 남자" | 2010년 | 치유 (Healing) (Feat. Key)                |      | 단독 | 공동 |
| 미니 2집 "오! 나의 여신님"    | 2010년 | Let's Play                                |      | 단독 | 단독 |
| 미니 2집 "오! 나의 여신님"    | 2010년 | 없는 사람 (Everlasting Story)             |      | 단독 | 단독 |
| 미니 2집 "오! 나의 여신님"    | 2010년 | 태양의 노래 (Running My Way)              |      | 단독 | 단독 |
| 미니 3집 "창문"               | 2011년 | 창문 (Blind)                              | 공동 | 단독 | 공동 |
| 미니 3집 "창문"               | 2011년 | Like A Dream                              |      | 단독 |      |
| 미니 3집 "창문"               | 2011년 | 가슴 속에 묻어두겠지 (Goodbye To Romance) | 단독 | 단독 | 단독 |
| 미니 3집 "창문"               | 2011년 | 이별여행 (Silent River)                   |      | 단독 | 단독 |
| 디지털 싱글 "길 (Road)"       | 2017년 | 길 (Road)                                 |      | 단독 | 단독 |

| 음반                    | 연도   | 곡          | 작곡 | 편곡 |
| ----------------------- | ------ | ----------- | ---- | ---- |
| M&D                     |        |             |      |      |
| 미니 1집 "家內手工業"   | 2015년 | 모든 수록곡 | 단독 | 단독 |
| 미니 2집 "종합선물세트" | 2016년 | 모든 수록곡 | 단독 | 단독 |
| 김세황 X 김정모         |        |             |      |      |
| 디지털 싱글 "Nostalgia" | 2017년 | Nostalgia   | 공동 | 공동 |